# Шкала Веджвуда

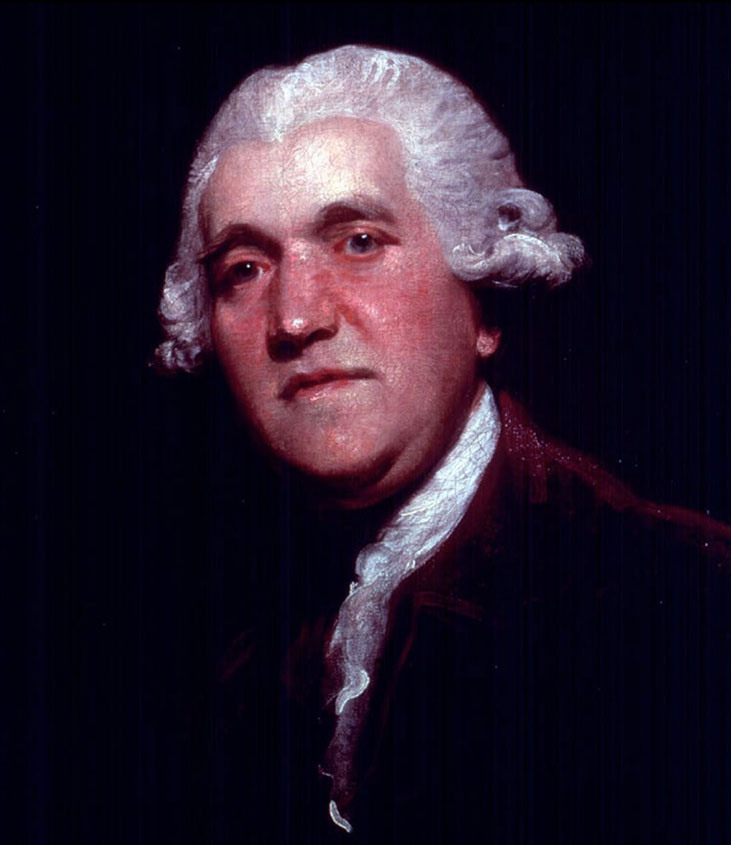
Джозайя Веджвуд

Шкала́ Ве́джвуда (англ. Wedgwood scale, °W) — температурна шкала, що використовувалась для вимірювання температур вищих за точку кипіння ртуті — 356 °C (673 °F). Шкала і пов'язаний з нею метод вимірювання були запропоновані англійським художником-керамістом і дизайнером Джозайею Веджвудом у XVIII столітті. Вимірювання температури по шкалі Веджвуда ґрунтується на вимірюванні величини усадки глини при спіканні, шляхом порівняння довжини спечених і сирих глиняних циліндрів. Принцип вимірювання і числові характеристики шкали Веджвуда згодом були визнані неточними та вийшли з ужитку.

## Історія методу

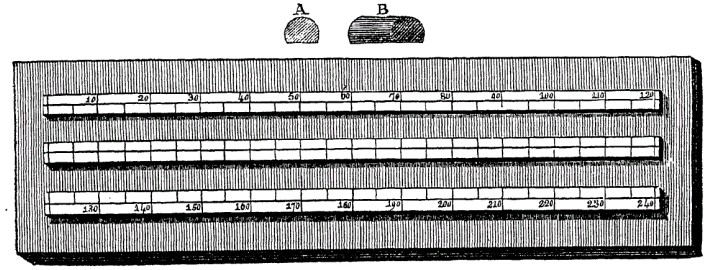
Засіб зчитування температури за шкалою Веджвуда

За допомогою звичайного ртутного термометра можна вимірювати температуру лише до точки кипіння ртуті — 356 °С, що не є прийнятним для багатьох технологічних процесів, зокрема промислових печей у виробництві кераміки, склоробстві і металургії. Британський кераміст і підприємець Джозайя Веджвуд у зв'язку з цим розробив свій метод та шкалу для вимірювання температури в печах. При вивченні властивостей глиняних фрагментів було виявлено, що їх розміри при нагріванні зменшувались залежно від температури випалювання а при охолодженні початкові розміри не відновлювались. Саме цю властивість Веджвуд вирішив використати: він виготовив циліндричні та конічні зразки з корнуельської глини, що вважалась британцями еталоном чистоти, ці вироби поміщались у горні. Після нагрівання у печі визначалось вкорочення випалених зразків з використанням особливих лінійок, розташованих під кутом одна до одної. За ступенем вкорочення зразків визначалась температура. Для вимірювання температури з використанням глиняних зразків Веджвуд створив власну температурну шкалу, що містила 240 поділок (шкалу Веджвуда).
Стаття Веджвуда про спосіб вимірювання температури горна була зачитана Джозефом Бенксом на засіданні Королівського товариства у травні 1782 року, і у 1783 році винахідник став членом Товариства. Друга публікація Веджвуда описувала модифікацію методу і спробу зіставити температурну шкалу Веджвуда зі шкалою ртутного термометра Фаренгейта. Веджвуд зробив спробу порівняти свою шкалу з іншими температурними шкалами шляхом вимірювання розширення срібла залежно від температури, а також визначив точки плавлення міді (27 °W або 2531 °C (4587 °F)), срібла (28 °W або 2603 °C (4717 °F)) і золота (32 °W або 2892 °С (5237 °F)). Як згодом з'ясувалося, всі ці значення, визначені Веджвудом, були помилковими (реальна температура плавлення міді — 1084 °С, срібла — 962 °С, золота — 1064 °С).
Спочатку метод і пристрої Веджвуда набули поширення як єдиний доступний спосіб вимірювання високих температур, але після винайдення точних пірометрів, наприклад пірометра Джона Деніелла у 1830 році, вийшли з ужитку.

## Шкала
Нульова позначка на шкалі Веджвуда відповідала температурі червоного гартування — 580,8 °C (1077,5 °F). Від нульової позначки шкалу було проградуйовано донизу на 240 поділок до рівня у 54 °C (130 °F) і вгору до рівня у 17 914 °C (32 277 °F). Метод Веджвуда був недосконалим й викликав критику з боку багатьох його сучасників.
Недоліками пірометра Веджвуда академік Я. Д. Захаров вважав:
- неоднакову усадку різних сортів глини зі збільшенням температури;
- малу чутливість;
- можливість деформації та руйнування кубика в момент випробування;
- неточне визначення нульових точок тощо[8].

## Коригування
Французький хімік Луї Гітон де Морво (1737—1816), використовуючи свій пірометр, протестував шкалу Веджвуда та прийшов до висновку, що її нульова позначка має бути значно нижче — приблизно 269 °C, а не 580,8 °C; а найнижча точка — на рівні 16,9 °C, а не 54 °C. Тим не менше навіть після цього Веджвуд не відмовлявся від своїх уявлень про точки плавлення металів.